# 工藤美里
みさと（みさと）は、日本の元タレント
東京都出身。

## 人物
高校卒業後に専門学校入学を機に上京。
原宿で、スカウトされるが、当時は芸能界に興味がなかったため、一度断るがなんとなく所属。
所属当時は40キロ〜43キロのFカップというプロポーションの持ち主だったが、所属後すぐに、ストレスにより15キロの激太り。
事務所からダイエットをするよう言われ、スポーツジムに通う。1日中ジムにこもるなど、アスリートな一面も。5キロのダイエットに成功する。
グラビアとしての活動を一旦休止。
フジテレビの「カスペ!の番組企画で、ダイエットに成功し、体重はリバウンド無し。この後、休止していたグラビア活動を芸名を変えて復帰。天真爛漫で、喜怒哀楽が激しく、へらへらしている様に見られがちだが、ファンや親しい友人からは影の努力家であると評価されている。
現在は、芸能活動を引退している。

## 出演

### TV
- スカパー!エンタ!371『ZAK THE QUEEN 2011』
- テレビ朝日『中居正広の怪しい噂の集まる図書館』
- フジテレビ カスペ!
- 全力坂
- メザ⭐︎グラ

### モバイルサイト
- YAHOO!グラビア天気予報
- 千葉版 美人時計
- 夕刊フジ 公式サイトZAKZAK